# Zuzana Fuksová
Zuzana Fuksová (* 16. ledna 1983 Brno) je česká performerka, rapperka, moderátorka a spisovatelka.
Vystudovala sociální práci a nedostudovala germanistiku. V roce 2006 založila společně s Adélou Elbel brněnské hudební duo Čokovoko. V roce 2016 vydala knihu Cítím se jako Ulrike Meinhof. V roce 2018 začala s Ivanou Veselkovou moderovat na Radiu Wave podcast (girl talk) Buchty. Během rodičovské dovolené psala články o tomto životním období a o ženské zkušenosti na web časopisu Heroine.

## Dílo
- Seznam děl v Souborném katalogu ČR, jejichž autorem nebo tématem je Zuzana Fuksová
- FUKSOVÁ, Zuzana. Cítím se jako Ulrike Meinhof : statusy a tweety. Praha : Fra, 2016. 80 s. ISBN 978-80-7521-044-9